# Puzhathi
Puzhathi là một thị trấn thống kê (census town) của quận Kannur thuộc bang Kerala, Ấn Độ.

## Nhân khẩu
Theo điều tra dân số năm 2001 của Ấn Độ, Puzhathi có dân số 33.470 người. Phái nam chiếm 49% tổng số dân và phái nữ chiếm 51%. Puzhathi có tỷ lệ 84% biết đọc biết viết, cao hơn tỷ lệ trung bình toàn quốc là 59,5%: tỷ lệ cho phái nam là 85%, và tỷ lệ cho phái nữ là 83%. Tại Puzhathi, 11% dân số nhỏ hơn 6 tuổi.